# DJ 클루
DJ 클루?(DJ Clue?, 본명: Ernesto Shaw, 1975년 1월 ~ )은 미국의 프로듀서겸 믹스테잎 DJ다. 현재 락커펠라 레코드 소속이며, 동시에 데프잼 레코드 소속이다.

## 데뷔
뉴욕에서 태어난 그는 1989년 디제이로 일하기 시작했으며, MTV에 VJ인적도 있었고,'New York's Hot 97'에 오전 디제이이기도 했다.또한 NBA 프로젝트에서 넬리, 자 룰, Sum 41과 함께 런 디엠씨와 에로스미스의 곡 'Walk This Way'를 불렀었다.